# Кікис Іван Володимирович

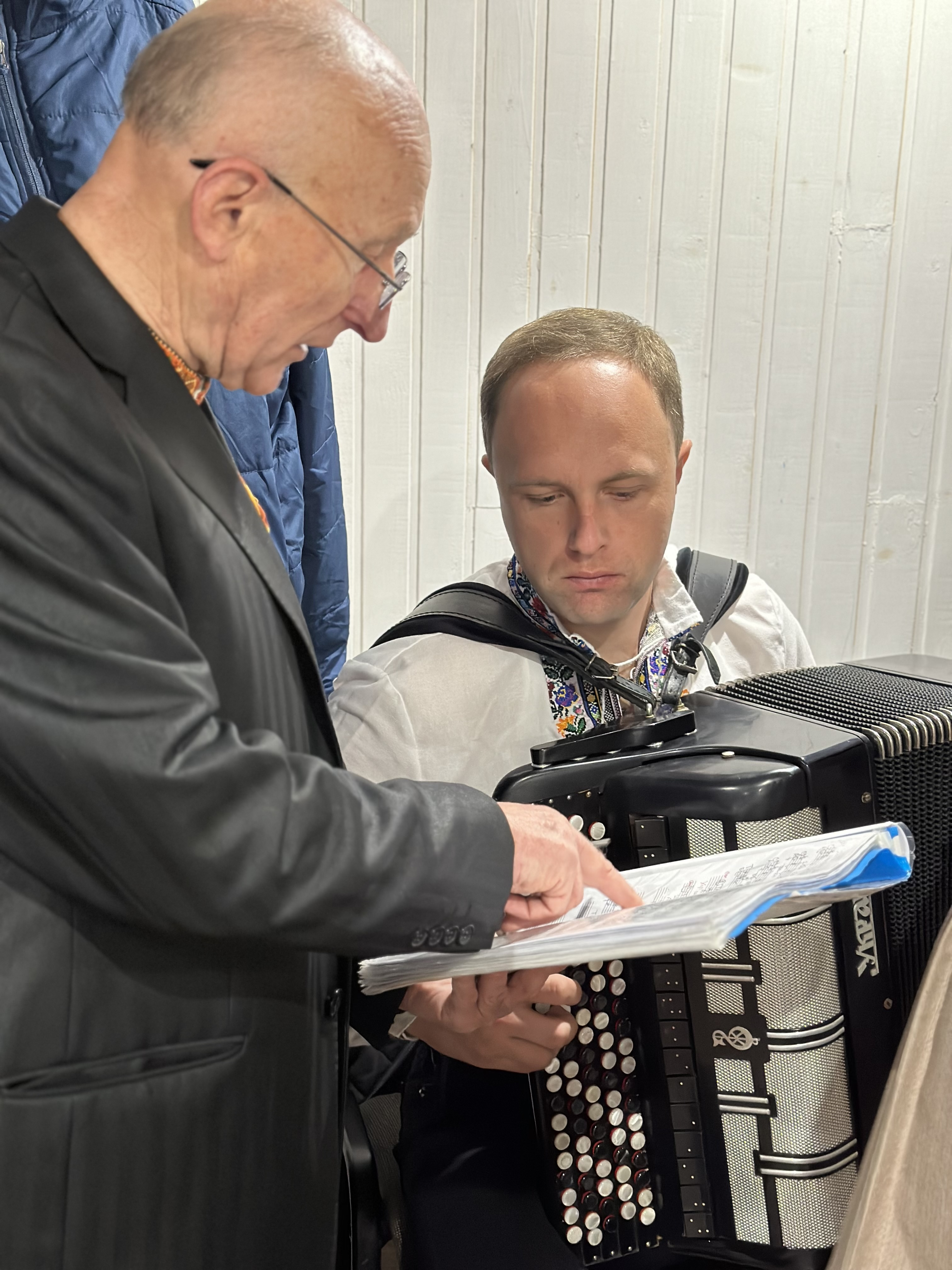

Іван Володимирович Кікис (нар. 12 січня 1951, с. Свидова, Україна) — український педагог, музикознавець, диригент, хормейстер, регент.

## Життєпис
Іван Кікис народився 12 січня 1951 року в селі Свидова Чортківського району Тернопільської області України.
Закінчив Чортківське педагогічне училище (1971), Кам'янець-Подільський педагогічний інститут (1975), диригентсько-хоровий факультет Одеської державної консерватарії ім. А. Нежданової (1984).
Працює викладачем диригування і керівником мішаного і чоловічого хорів Чортківському педагогічному училищі (від 1975; нині гуманітарно-педагогічний коледж ім. О. Барвінського). Від 1992 — за сумісництвом викладач церковного співу в Чортківській дяківсько-катехичній академії. Керівник хору катедрального храму Верховних Апостолів Петра і Павла м. Чорткова.
Художній керівник народного аматорського хору «Галичина» Чортківської центральної районної лікарні (від 2000) та чоловічої хорової капели Чортківського гуманітарно-педагогічного фахового коледжу імені Олександра Барвінського.

## Науково-творча діяльність
Автор навчальних посібників:
- «Теорія і практика початкового навчання техніки диригування»,
- «Практична робота в хоровому класі»,
- «Нариси в історії української церковної музики»,
- наукових статей, присвячених історії розвитку хорового мистецтва України, зокрема:

Джерела церковної музичної творчості Олександра Кошиця / І. В. Кікис // Наукові записки ТДПУ ім. В. Гнатюка. — Тернопіль: Вид-во ТДПУ ім. В. Гнатюка, 1998. — № 1(9). — С. 7–10.
З історії музично-культурного життя Лівобережної України другої половини XVII — кінця XIX ст. / І. В. Кікис // Література та культура Полісся. — Ніжин, 1997. — Вип. 8. — С. 132—134
Українська республіканська капела Олександра Кошиця в Західній Європі і Америці / І. В. Кікис // Другі історико-культурологічні слов'янознавчі читання у м. Миколаєві: наук.-метод. зб. — Миколаїв, 1997. — 134 с.- С .93-95.
- Співпрацював у виданні збірок українських народних пісень:
- Чи я в лузі не калина була: українські народні алегоричні пісні: для середнього та старшого шкільного віку / упоряд. Т. Колотило. Редакція О. Димитрова, І. Кікиса — Київ: Веселка, 1991. — 189 с. (розшифровка записів пісень[6]);
- Коралове намисто: збірник українських народних пісень / упоряд. і автор передмови Чабайовська М. І., Кікис І. В. — Тернопіль: Астон, 2017. — 136 с.

- У 1997 році взяв участь у І Всеукраїнській науково-теоретичній конференції «Музично-педагогічна і творча діяльність М. Д. Леонтовича в контексті відродження національної освіти та культури». Мав доповідь на тему — «Твори М. Леонтовича в інтерпретації О. Кошиця»[7].

## Відзнаки
- ювілейна медаль за багаторічну і плідну працю у справі підготовки дяків–регентів та з нагоди 2000-ліття Різдва Христового (2000)
- Папська срібна ювілейна медаль (2002),
- значок «Відмінник освіти України» та «Василь Сухомлинський» (2007),
- диплом III-ступення Всеукраїнського конкурсу як кращий працівник культурно-освітнього закладу профспілок у номінації «Кращий працівник аматорського колективу культурно-освітнього закладу профспілок» (2004),
- почесний знак «За досягнення в аматорському мистецтві» Федерації профспілок України (2007),
- премія Фонду культури Федерації профспілок України «Оплески» (2010),
- диплом лауреата районного конкурсу «Людина року» в галузі культури в номінації «Кращий хормейстер» (2013)[8],
- диплом «Звитяга-2017» у номінації «Кращий викладач»,
- диплом І відкритого конкурсу вокалістів та хорових колективів ім. С. Крушельницької.